# Byblis abyssi
Byblis abyssi is een vlokreeftensoort uit de familie van de Ampeliscidae. De wetenschappelijke naam van de soort werd in 1879 voor het eerst geldig gepubliceerd door Georg Ossian Sars.